# Friedrich Beckh
Friedrich Beckh (* 24. Oktober 1843 in Nürnberg; † 10. April 1927 in Rathsberg bei Erlangen) war ein deutscher Agrarier, konservativer Politiker und Antisemit.

## Leben
Beckh wurde als Sohn von Hermann Friedrich Beckh und Mathilde von Wahler geboren und studierte Jura und Naturwissenschaften in Erlangen, Heidelberg, Basel und Göttingen. Er wurde 1861 Mitglied der Burschenschaft Germania Erlangen und 1862 Mitglied der Burschenschaft Allemannia Heidelberg. In den Kriegen gegen Preußen und Frankreich wurde er bis zum Leutnant befördert. 1870, nach einer schweren Verwundung in Frankreich, musste er seine Militärlaufbahn aufgeben. Fortan widmete er sich der Landwirtschaft auf Gütern in Sachsen und Franken und engagierte sich im landwirtschaftlichen Vereinswesen. Von 1875 bis 1909 bewirtschaftete er das elterliche Schlossgut Rathsberg und führte dort modellhaft neue Wirtschaftsmethoden ein.
Beckh wurde Mitglied des 1881 gegründeten Wahlvereins der Bayerischen Konservativen. 1885 gründete er mit Friedrich Lutz den Mittelfränkischen Bauernverein, eine landwirtschaftliche Interessenorganisation, die politisch den Konservativen nahestand. Beckh zog 1887 erstmals in den Bayerischen Landtag ein, dem er mit einer Unterbrechung bis 1918 angehörte. 1890 wurde er zweiter Vorsitzender der Konservativen Partei in Bayern, 1894 stieg er zum ersten Vorsitzenden auf. Beckh führte die bayerischen Konservativen bis 1918. Auch dem Bund der Landwirte, der politisch mit der Konservativen Partei zusammenarbeitete, gehörte Beckh an. Er amtierte zeitweise als erster Vorsitzender des bayerischen Bundes der Landwirte.
Beckh verglich in seinen Parlamentsreden die aus dem österreichischen Galizien zugewanderten Juden mit Rebläusen und Ungeziefer, das man ausschaffen könne.
Sein Bruder war der Politiker Hermann Beckh.